# Arbeitsplatz

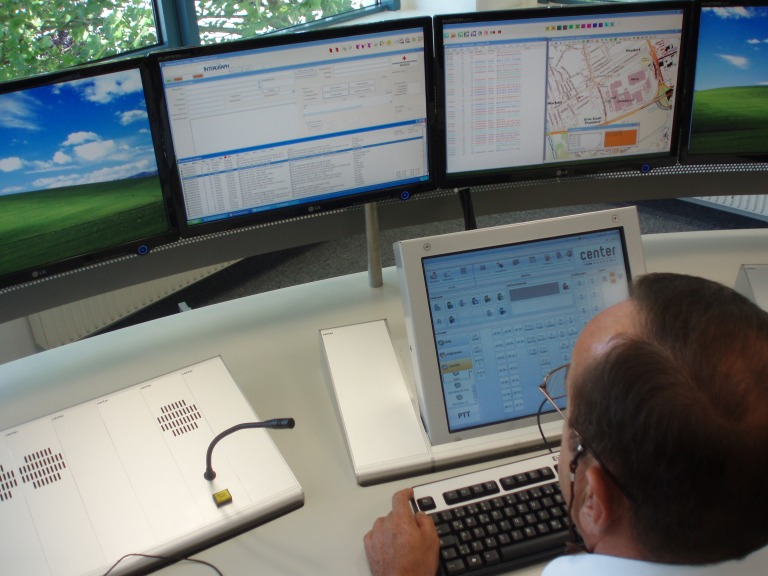
Arbeitsplatz einer Einsatzleitstelle

Als Arbeitsplatz (englisch work place) bezeichnet man in der Organisationslehre eine räumlich eingegrenzte, mit Arbeitsmitteln ausgestattete Stelle in einer Wirtschaftseinheit, an der eine Arbeitskraft ihre Arbeitsaufgaben verrichten kann.

## Allgemeines
Als Wirtschaftseinheiten mit Arbeitsplätzen kommen Unternehmen aller Art (Unternehmen mit privater Rechtsform, öffentliche Unternehmen, Non-Profit-Organisationen), die öffentliche Verwaltung (etwa Behörden) und sonstige Organisationen (etwa Stiftungen) in Betracht. Sie können ihre Ziele nur erfüllen, wenn sie Arbeitsplätze einrichten und Personal einstellen, das dort seine zugeteilten Arbeitsaufgaben erledigt. Der Arbeitsplatz ist stets personenbezogen, während die Stelle rein sachbezogen ist und nur ein organisatorisches Gebilde als kleinste Organisationseinheit darstellt. Die Stelle ist ein Begriff aus der Aufbauorganisation, der Arbeitsplatz ist ein Teil der Ablauforganisation. Nur der Arbeitsplatz wird von lediglich einer Person besetzt (er ist unipersonal), daran ändert auch die Arbeitsplatzteilung nichts.

## Geschichte

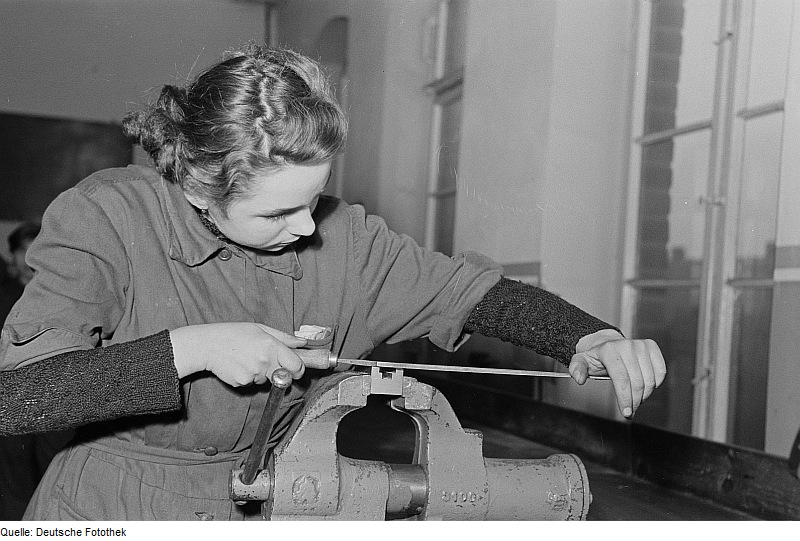
Lehrling an einer Werkbank (1952): Die Werkbank und ihre unmittelbare Umgebung sind der Arbeitsplatz, die Werkbank und die Feile sind die Arbeitsmittel, das zu feilende Metallstück ist das Arbeitsobjekt, der Lehrling ist die Arbeitsperson

Frederick Winslow Taylor begann im Jahre 1911 damit, im Rahmen seines Scientific Management die Arbeitsabläufe am Arbeitsplatz zu untersuchen und beschrieb die Ausführung bestimmter Arbeitsaufgaben (englisch performance). Im Jahre 1929 nahm Fritz Fleege-Althoff zu Fragen der Arbeitsplatzgestaltung Stellung. Ab 1931 erkannten Betriebswirte den Arbeitsplatz als „kleinste räumliche Einheit“. Bei Heinrich Nicklisch galt 1932 der Arbeitsplatz als kleinste Organisationseinheit, bestehend aus dem tätigen Menschen mit seiner Arbeitsausrüstung und Arbeitsaufgabe. Erich Gutenberg sah im Arbeitsplatz die kleinste Fertigungseinheit. Erich Kosiol definierte ihn 1962 als der „räumlich konkretisierte und mit Arbeitsmitteln ausgestattete Handlungsort des Arbeitssubjektes“.

## Inhalt
Der Arbeitsplatz kombiniert Raum, Personal und Arbeitsmittel. Die räumliche Dimension ist der Arbeitsort, der entweder der Unternehmensstandort (einschließlich dessen Niederlassungen oder Filialen) oder kraft Direktionsrecht auch ein anderer Standort (Baustelle, Teleheimarbeitsplatz, Telearbeit, Heimarbeit) sein kann. Es gibt ortsfeste und den Standort wechselnde Arbeitsplätze. Der Arbeitsplatz kann auch mit dem Arbeitsobjekt wechseln, etwa beim Straßen- und Wegebau oder Brückenbau. Erwin Grochla unterscheidet zwischen ortsfesten Arbeitsplätzen mit oder ohne Arbeitsmittel und ortsveränderlichen Arbeitsplätzen mit oder ohne Arbeitsmittel. Zu letzteren gehören Arbeitsplätze mit Außeneinsätzen (Feuerwehr, Polizei, Rettungsdienste, Handwerker, Monteure oder Außendienstbeschäftigte). Die personelle Komponente des Arbeitsplatzes spiegelt sich in der Qualifikation und der Arbeitszeit der Arbeitskräfte (Vollarbeitszeit/Teilzeitarbeit) wider. Arbeitsmittel sind alle zur Betriebs- und Geschäftsausstattung gehörenden Materialien.

## Arten
Man unterscheidet allgemein zwischen dem Büroarbeitsplatz (Zellenbüro mit 10–15 m² Hauptnutzungsfläche (HNF), Kombibüro mit 10–12 m² HNF oder Großraumbüro mit 8–12 m² HNF) und dem Produktionsarbeitsplatz (unter anderem Werkhalle, Werkstatt, Werkbank, Fließband). Der Büroarbeitsplatz ist ein Arbeitsplatz, „an dem Informationen erzeugt, erarbeitet, bearbeitet, ausgewertet, empfangen oder weitergeleitet werden. Dabei werden zum Beispiel Planungs-, Entwicklungs-, Beratungs-, Leitungs-, Verwaltungs- oder Kommunikationstätigkeiten sowie diese Tätigkeit unterstützende Funktionen ausgeführt“. Der Bildschirmarbeitsplatz wird durch den Zugang zur und Umgang mit der elektronischen Datenverarbeitung beherrscht. Ein Produktionsarbeitsplatz ist für die spezifischen Produktionszwecke mit entsprechenden Werkzeugen und Anlagen ausgestattet.
Als Innenraumarbeitsplätze werden Arbeitsplätze definiert, an denen keine Tätigkeiten mit Gefahrstoffen (wie z. B. in einem chemischen Labor) durchgeführt werden und bei denen es sich nicht um Lärmbereiche (wie z. B. in einer Werkstatt) handelt. Für Innenraumarbeitsplätze gelten die Regelungen der Arbeitsstättenverordnung (ArbStättV) in Verbindung mit den Technischen Regeln für Arbeitsstätten (ASR). Solche Arbeitsplätze finden sich in ganz unterschiedlichen Arbeitsumgebungen wie Büros, Verkaufsräumen, Krankenhäusern, Schulen, Kindergarten oder Bibliotheken.
Verbindliche Luftgrenzwerte für die chemische oder biologische Innenraumluftqualität gibt es nicht. Zur Bewertung zieht man daher einen Vergleich mit der Außenluftsituation heran. Verschiedene Quellen wie das Umweltbundesamt (UBA), die Deutsche Gesetzliche Unfallversicherung (DGUV) sowie die Weltgesundheitsorganisation (WHO) veröffentlichen Richtwerte, Innenraumarbeitsplatz- bzw. Klassenraum-Referenzwerte oder Leitwerte, die bei einer Beurteilung von Messungen hilfsweise verwendet werden können.
Nach Absatz 3.6 „Lüftung“ im Anhang der Arbeitsstättenverordnung muss in umschlossenen Arbeitsräumen unter Berücksichtigung der Rahmenbedingungen ausreichend gesundheitlich zuträgliche Atemluft vorhanden sein. Belästigender Geruch ist zu vermeiden, soweit es die Natur des Betriebes gestattet. In der Regel dürfen keine belästigenden Geruchsemissionen von Produkten (beispielsweise Bauchemikalien) und Geräten (beispielsweise Laserdrucker und -kopierer) oder Anlagen (beispielsweise raumlufttechnische Anlagen) ausgehen.
Beschwerden von Beschäftigten an Innenraumarbeitsplätzen werden häufig als Sick-Building-Syndrom bezeichnet: Augenbrennen, Kratzen im Hals, verstopfte Nase oder Kopfschmerzen sind die Symptome. Gerüche können der Auslöser für die Beschwerden sein. Oft lassen sich die Probleme aber nicht auf eine einzige Ursache zurückführen, sondern bedürfen einer umfassenden Analyse. Neben der Qualität der Atemluft sind u. a. das Raumklima, störende Geräusche, die Beleuchtung, die Arbeitsplatzgestaltung und psychische Faktoren wie Stress zu berücksichtigen.
Im Hinblick auf den Automatisierungsgrad gibt es Arbeitsplätze mit vorwiegend manueller, maschineller Bearbeitung mit menschlicher Bedienung oder vollautomatischer Bearbeitung.

## Rechtsfragen
Gesetze und die Rechtsprechung des Bundesarbeitsgerichts (BAG) zum Schutz von Arbeitsplätzen stärken die Rechte der Arbeitnehmer. So zwingt § 5 Abs. 1 Arbeitsstättenverordnung Arbeitgeber zum Schutz der Nichtraucher vor Tabakrauch. Die Arbeitsstättenverordnung (ArbStättV) definiert Arbeitsplätze als Bereiche, in denen Beschäftigte im Rahmen ihrer Arbeit tätig sind (§ 2 Abs. 4 ArbStättV). Die Videoüberwachung am Arbeitsplatz ist untersagt, denn ihre Verwertung ist prozessual unzulässig, Mobbing kann eine Verletzung der Persönlichkeit oder Gesundheit darstellen, christliche Einrichtungen können moslemischen Arbeitnehmerinnen das Tragen eines Kopftuchs verbieten. Andererseits ist auch der Arbeitgeber vor Missbrauch geschützt, denn der Konsum von Alkohol, Drogen oder anderen berauschenden Mitteln darf nicht dazu führen, dass Arbeitnehmer die geschuldete Arbeitsleistung nicht mehr erbringen können, und die exzessive Internetnutzung am Arbeitsplatz (über 1,5 Stunden pro Arbeitstag) während der Arbeitszeit stellt eine Verletzung der arbeitsvertraglichen Haupt- und Nebenpflichten des Arbeitnehmers dar.
Arbeits- und Dienstanweisungen regeln nicht selten das konkrete Verhalten der Arbeitnehmer am Arbeitsplatz und tragen somit zur Verbesserung der Arbeitssicherheit bei. Eventuell vom Arbeitsplatz ausgehende physische und psychische Gesundheitsbelastungen müssen im Rahmen des ganzheitlichen Arbeitsschutzes in einer Gefährdungsbeurteilung beschrieben werden, die Grundlage für die im Arbeitsschutzgesetz vorgeschriebene Unterweisung der Mitarbeiter am Arbeitsplatz ist.
Wer zum Grundwehrdienst oder zu einer Wehrübung einberufen wird, behält seinen Arbeitsplatz und erleidet gemäß § 1Arbeitsplatzschutzgesetz keinen Nachteil. Gleiches gilt für den Zivildienst nach § 78 Abs. 1 Zivildienstgesetz. Sexuelle Belästigung am Arbeitsplatz ist nach dem Allgemeinen Gleichbehandlungsgesetz (AGG) verboten und kann nach §§ 174 ff. StGB bestraft werden. Spricht bei Arbeitsplatzteilung der Arbeitgeber eine Kündigung aus, weil einer der Job-Sharer aus dem Betrieb ausscheidet, ist sie unwirksam (§ 13 Abs. 2 Teilzeit- und Befristungsgesetz).

## Arbeitsplatzorganisation
„Eine zweckmäßige Arbeitsplatzgestaltung liegt dann vor, wenn der Arbeitsplatz sowohl den zu verrichtenden Tätigkeiten der einzelnen Aufgabenträger als auch dem durch die Arbeitsteilung bestimmten Gesamtablauf entspricht“. Effizientes Arbeiten setzt eine kluge Organisation des Arbeitsplatzes und der Arbeitsabläufe durch sinnvolle Arbeitsgestaltung voraus. Wirtschaftlich bedeutet hier einerseits die kostenoptimale Bearbeitung (durch eintretende Kostensenkung oder kürzere Durchlaufzeiten) und andererseits die Verbesserung der Produktqualität. Je größer räumlich ein Arbeitsplatz dimensioniert ist, umso straffer müssen Arbeitsprozesse gestaltet sein. Räumlich große Arbeitsplätze (Baustellen) erfordern eine genauere Platzierung der benötigten Arbeitsmittel als kleinere Arbeitsplätze (Büro). Auf beiden muss ein sicherer Zugriff der Arbeitskräfte auf die benötigten Arbeitsmittel möglich sein. Die Arbeitsmittel sind nach der Häufigkeit ihrer Verwendung zu positionieren. Zu diesem Zweck zählt die 5-S-Methode mit Sortieren, Systematisieren, Säubern, Standardisieren und Selbstdisziplin die fünf Phasen auf, die zu einer Verbesserung der Arbeitsplatzorganisation beitragen können.
Ein optimal gestalteter Arbeitsplatz
- ermöglicht Arbeiten ohne lange Laufwege oder Liegezeit/Verlustwege,
- behindert den Arbeitsfluss nicht und erhöht die Leistung des Mitarbeiters
- berücksichtigt Körpermaße und Bewegungsabläufe sowie die einschlägigen Vorschriften des Arbeitsschutzes.

Mit der sinnvollen (unter anderem Leistung fördernden) Arbeitsgestaltung befassen sich die Wissenschaftsgebiete Ergonomie und Arbeitsstudium.
Neben der wirtschaftlichen Gestaltung des Arbeitsplatzes spielt seine Humanität eine wichtige Rolle. Danach soll der Arbeitsplatz für die Arbeitskräfte erträglich, zumutbar und subjektiv zufriedenstellend sein.
Der brasilianische Unternehmer Ricardo Semler lässt in seinem Semco-Managementsystem die Mitarbeiter vollständig den eigenen Arbeitsplatz in Büro und Werkstätten gestalten, verbunden mit einer weitgehenden Demokratisierung der Arbeit.

## Weitere Aspekte des Arbeitsplatzes

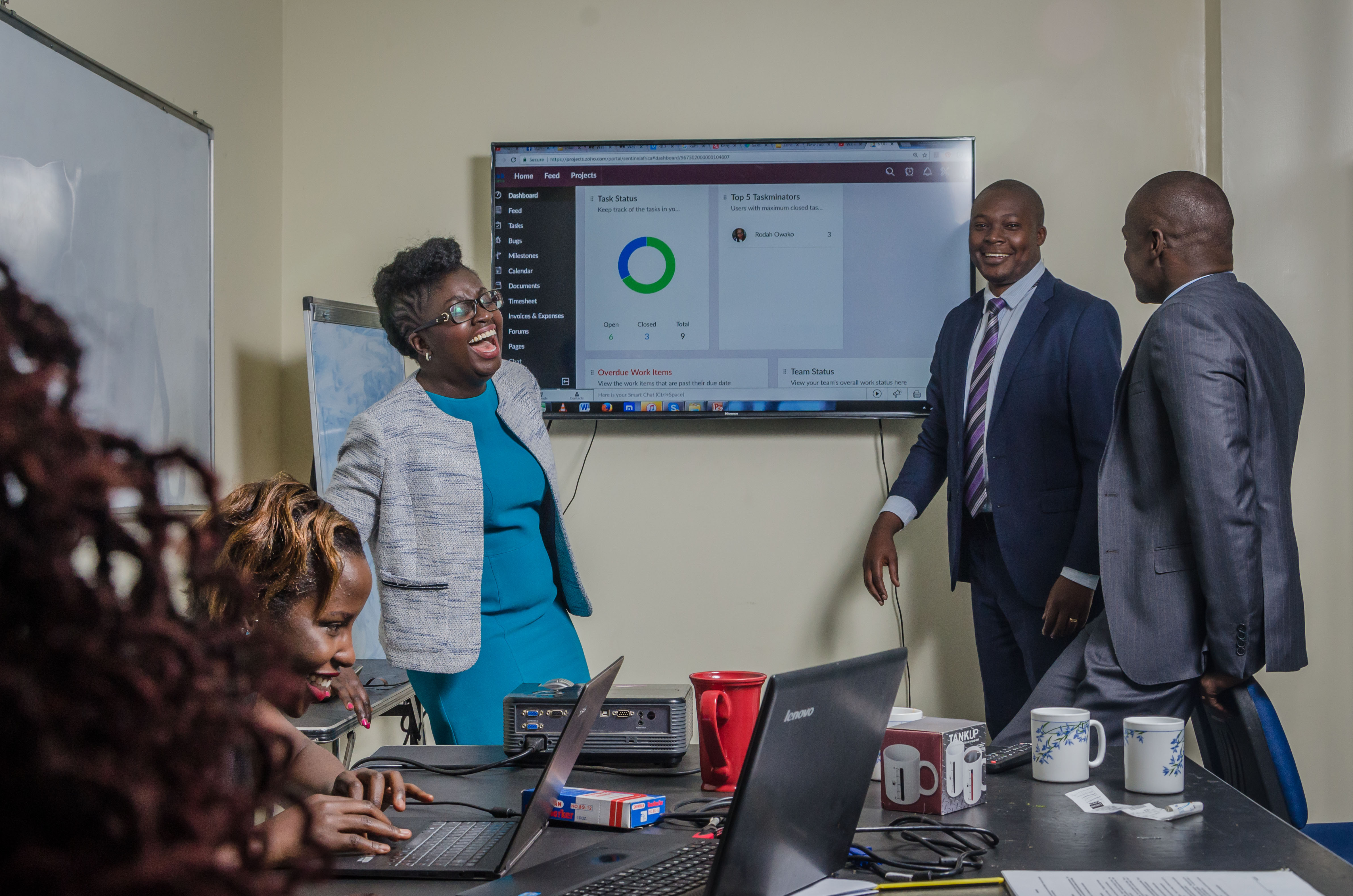
Auch Spaß am Arbeitsplatz (Kenia)

Die Ausstattung und Umgebung, das Arbeitsentgelt und die speziellen Anforderungen und Personalentwicklungsmöglichkeiten am Arbeitsplatz wirken sich auf die Arbeitsmotivation und das Betriebsklima aus und bestimmen die Attraktivität einer beruflichen Tätigkeit. Der Arbeitsplatz ermöglicht dem Arbeitnehmer das Lernen am Arbeitsplatz (englisch Training on the job), nur noch wenige Arbeitsplätze kommen ohne Arbeitsplatzrechner und der hierfür erforderlichen Arbeitsumgebung aus. Die Arbeitssicherheit befasst sich unter anderem mit dem Arbeitsplatzgrenzwert, Arbeitskräfte haben bei ihrem Verhalten die Umweltzustände ihrer Arbeitsplatzumgebung zu berücksichtigen. Schließlich wirkt sich die Schaffung oder Vernichtung von Arbeitsplätzen auf die Kennzahlen der Arbeitsplatzdichte und der Beschäftigungslage auf dem Arbeitsmarkt aus.

## Arbeitsplatz und psychische Störung
Zwischenmenschliche Wertschätzung am Arbeitsplatz hilft Arbeitsplatzphobie zu vermeiden. Ursachen für psychische Störungen am Arbeitsplatz können durch Bedrohungs-Faktoren entstehen. Dazu gehören: Angst vor Leistungs-Versagen, Ermahnungen durch Vorgesetzte, Hackordnung unter Kollegen, Mobbing, Berufe mit Bedrohungs-Situationen (Unfälle, Überfälle, Übergriffe), Arbeitsplatz-Verlust.

## Trivia
Um sich eine Pause beim Arbeitsstress zu schaffen, ist die Toilette ein Ort der Abspannung bei anstrengenden Situationen. Nach einer Umfrage der Jobbörse Jobware aus dem Jahr 2018 nutzt nahezu jeder zweite Arbeitnehmer (48 %) den Toilettengang während der Arbeitszeit, um eine Pause zu machen oder sich mit privaten Dingen zu beschäftigen. Treuer Begleiter ist das Smartphone, 33 % der Befragten gaben an, dass das stille Örtchen eine Atempause vom täglichen Arbeitsstress bietet. Für 15 % bietet das Smartphone Gelegenheit zum Spielen und zweckfremden Chatten. Zum anderen sind 33 % der Arbeitgeber überzeugt, dass ihre Angestellten auf dem stillen Örtchen eine Pause einlegen. Im Übrigen wurde bei dieser Umfrage ermittelt, dass 33 % der Angestellten ihr Smartphone mit Firmenstrom laden und 30 % „versehentlich“ Kugelschreiber und Büromaterialien mitnehmen. Auch das Kollegenverhältnis ist nicht frei von Schwierigkeiten: 27 % stören sich am Humor, 8 % am Geruch der anderen. Tippgeräusche finden 17 % nervig. Letztlich haben zwei von fünf Arbeitnehmern (39 %) sexuelle Belästigung und anzügliche Bemerkungen erfahren.